# Alex Nyarko
Alex Nyarko, właśc. Alexander Nyarko (ur. 15 października 1973 w Akrze) – piłkarz ghański grający na pozycji środkowego pomocnika. W latach 1998–2000 występował w reprezentacji Ghany.

## Kariera klubowa
Karierę piłkarską Nyarko rozpoczął w klubie Asante Kotoko SC. W jego barwach zadebiutował w 1992 roku w ghańskiej Premier League. W 1993 roku awansował z Asante Kotoko do finału Ligi Mistrzów oraz wywalczył mistrzostwo Ghany. Z kolei w sezonie 1993/1994 grał w Dawu Youngstars.
W 1994 roku Nyarko wyjechał do Europy i jego pierwszym klubem na tym kontynencie był rumuński Sportul Studențesc z Bukaresztu. W 1995 roku odszedł do szwajcarskiego FC Basel i w lidze szwajcarskiej grał przez 2 lata.
W 1997 roku Nyarko przeszedł do Karlsruher SC. W niemieckiej Bundeslidze zadebiutował 2 sierpnia 1997 w zwycięskim 3:1 domowym meczu z Werderem Brema. W Karlsruher występował przez rok.
W 1998 roku Nyarko został zawodnikiem francuskiego RC Lens. Zadebiutował w nim 8 sierpnia 1998 w meczu z Toulouse FC, przegranym na wyjeździe przez Lens 2:3. W 1999 roku zdobył z Lens Puchar Ligi Francuskiej. W Lens grał do 2000 roku.
Latem 2000 Nyarko podpisał kontrakt z Evertonem. Swój debiut w Premier League zanotował 19 sierpnia 2000 w przegranym 0:2 wyjazdowym meczu z Leeds United. W sezonie 2001/2002 był wypożyczony z Evertonu do AS Monaco, a w kolejnym – do Paris Saint-Germain. W 2003 roku wrócił do Evertonu i grał w nim do końca sezonu 2003/2004.
W 2005 roku Nyarko przeszedł do norweskiego Startu, w którym rozegrał 3 ligowe mecze. W latach 2006–2008 grał w szwajcarskim drugoligowcu, Yverdon-Sport FC, w którym zakończył karierę piłkarską.
| Sezon   | Klub                         | Kraj       | Rozgrywki        | Mecze | Bramki |
| ------- | ---------------------------- | ---------- | ---------------- | ----- | ------ |
| 1992/93 | Asante Kotoko SC             | Ghana      | Premier League   | ?     | ?      |
| 1993/94 | Dawu Youngstars              | Ghana      | Premier League   | ?     | ?      |
| 1994/95 | Sportul Studențesc Bukareszt | Rumunia    | Divizia A        | ?     | ?      |
| 1995/96 | FC Basel                     | Szwajcaria | Nationalliga A   | 26    | 3      |
| 1996/97 | FC Basel                     | Szwajcaria | Nationalliga A   | 29    | 5      |
| 1997/98 | Karlsruher SC                | Niemcy     | Bundesliga       | 22    | 1      |
| 1998/99 | RC Lens                      | Francja    | Division 1       | 24    | 3      |
| 1999/00 | RC Lens                      | Francja    | Division 1       | 21    | 1      |
| 2000/01 | Everton                      | Anglia     | Premier League   | 22    | 1      |
| 2001/02 | AS Monaco                    | Francja    | Ligue 1          | 26    | 2      |
| 2002/03 | Paris Saint-Germain          | Francja    | Ligue 1          | 18    | 0      |
| 2003/04 | Everton                      | Anglia     | Premier League   | 11    | 0      |
| 2005    | IK Start                     | Norwegia   | Tippeligaen      | 3     | 0      |
| 2006/07 | Yverdon-Sport                | Szwajcaria | Challenge League | 28    | 1      |
| 2007/08 | Yverdon-Sport                | Szwajcaria | Challenge League | 5     | 0      |

## Kariera reprezentacyjna
W reprezentacji Ghany Nyarko zadebiutował w 1998 roku. W tym samym roku wystąpił w Pucharze Narodów Afryki 1998. Zagrał w nim trzykrotnie: z Tunezją (2:0 i gol), z Togo (1:2) i z Demokratyczną Republiką Konga (0:1). W 2000 roku był powołany do kadry na Puchar Narodów Afryki 2000. Na tym turnieju rozegrał 3 mecze: z Kamerunem (1:1), z Togo (2:0) i z Wybrzeżem Kości Słoniowej (0:2). W kadrze narodowej grał do 2001 roku.
Nyarko grał również w reprezentacji olimpijskiej. W 1992 roku zdobył z nią brązowy medal na Igrzyskach Olimpijskich w Barcelonie (na tym turnieju strzelił 1 gola).